# Tamgrinia tulugouensis
Tamgrinia tulugouensis là một loài nhện trong họ Amaurobiidae.
Loài này thuộc chi Tamgrinia. Tamgrinia tulugouensis được Jia-Fu Wang miêu tả năm 2000.